# Alexios 4. Angelos
Alexios 4. Angelos (født ca. 1182 eller 1183, død 8. februar 1204) var østromersk kejser fra 1. august 1203 til 28. januar 1204.
Som søn af kejser Isak II, som blev afsat og fængslet af sin bror Alexios 3. i 1195, mente Alexios (4.) at være den retmæssige arving til kejsertronen. Under onklens regime førte Alexios en overvåget tilværelse, men var alligevel i stand til at flygte fra det Østromerske Kejserdømme til vesten, hvor han opsøgte sin svoger, Filip af Schwaben og pave Innocens III. Alexios forsøgte at få støtte til at vinde sin retmæssige trone, men blev afvist af Innocens III.
I 1202 opsøgte Alexios lederne af det Fjerde Korstog mens disse opholdt sig i byen Zara i det nuværende Kroatien. Til gengæld for løfter om enorme pengegaver, forsyninger, og militær støtte indvilligede de desperate korsfarere i at hjælpe Alexios på tronen i Konstantinopel. Af stor betydning var det også, at Alexios lovede at underlægge den græske kirke paven i Rom, og derved genforene den splittede kirke, hvis han blev kejser.
Trods påstande om, at Alexios havde betydelig støtte i Konstantinopel, viste denne sig dog aldrig, og korsfarerne måtte slås mod østromerne og den siddende kejser for at sætte deres kandidat på tronen. Da kejseren, Alexios' onkel, valgte at flygte i ly af natten, løslod og genindsatte aristokratiet den tidligere kejser Isak 2., Alexios' far. 
Alexios blev kronet d. 1. august 1203 og regerede som med-kejser sammen med Isak. Dennes position blev dog mere og mere ubetydelig, og Alexios fungerede med tiden reelt som enekejser. 
Det gode forhold til korsfarerne, som havde sikret ham tronen, gjorde Alexios særdeles upopulær i Konstantinopel. Samtidig blev hans forhold til korsfarerne værre for hver dag, efterhånden som det gik op for dem, at han ikke ville eller kunne betale dem, hvad han havde lovet.
Alexios blev natten mellem d. 27. og 28. januar 1204 forrådt og indespæret af en betroet adelsmand kaldet Alexios “Murzuflos”, som vandt støtte i byen og kejsertronen ved at føre en meget anti-vestlig politik og føre direkte krig mod korsfarerne. 
Da korsfarerne kort efter kuppet fortalte Murzuflos, at de ikke ville forhandle med nogen andre end kejseren, altså Alexios 4., reagerede Muzuflos ved at få Alexios myrdet i fængselscellen. Derved endte Alexios 4.’s korte, ustabile regeringstid.